# Галустян, Амбарцум Пайлакович
Амбарцум Пайлакович Галстян (арм. Համբարձում Փայլակի Գալստյան; 14 декабря 1955, Ереван — 17 декабря 1994, там же) — армянский политический и государственный деятель, кандидат исторических наук.

## Биография

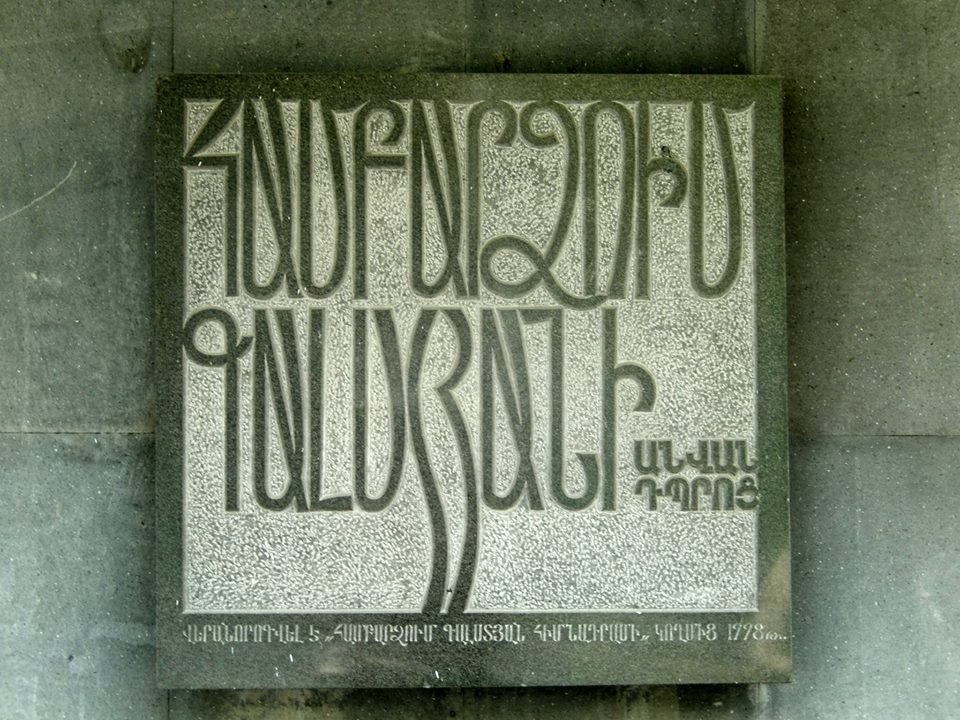
мемориальная доска в Ереване

- 1962—1972 — с отличием учился в школе № 52 им. О.Ованнисяна (г. Ереван).
- 1972—1978 — Ереванский государственный университет. историк-этнограф.
- 1978—1983 — старший научный сотрудник в Армянском государственном музее истории.
- 1988 — защитил кандидатскую диссертацию в институте этнографии НА СССР им. Миклухо-Маклая, получил степень кандидата исторических наук.
- С 1988 — один из участников карабахского движения, член комитета «Карабах», а позже один из лидеров.
- С октября 1989 по апрель 1990 — был арестован и выслан в Москву вместе с другими членами комитета. В тюрьме написал свой первый сборник «Неотправленные письма».
- С апреля по декабрь 1990 — работал старшим научным сотрудником в институте истории НА Армении.
- 1990—1992 — был мэром Еревана.
- 1992—1994 — предприниматель.

Убит 17 декабря 1994 года у подъезда своего дома.